# كيم جاي هوا
كيم جاي هوا (بالكورية: 김재화) هي ممثلة كورية جنوبية. ولدت يوم 1 سبتمبر 1980 في سول في كوريا الجنوبية.

## روابط خارجية
- كيم جاي-هوا على موقع IMDb (الإنجليزية)
- كيم جاي-هوا على موقع قاعدة بيانات الفيلم (الإنجليزية)
- كيم جاي-هوا على موقع كينوبويسك (الروسية)

لا توجد روابط لمواقع التواصل الاجتماعي.